# El Toro, Tarimoro
El Toro är en ort i Mexiko.   Den ligger i kommunen Tarimoro och delstaten Guanajuato, i den centrala delen av landet, 190 km nordväst om huvudstaden Mexico City. El Toro ligger 2 241 meter över havet och antalet invånare är 244.
Terrängen runt El Toro är huvudsakligen lite kuperad. El Toro ligger uppe på en höjd. Runt El Toro är det ganska tätbefolkat, med 72 invånare per kvadratkilometer. Närmaste större samhälle är Apaseo el Alto, 12,3 km norr om El Toro. I omgivningarna runt El Toro växer huvudsakligen savannskog.